# Troskotovice
Troskotovice är en köping i Tjeckien.   Den ligger i regionen Södra Mähren, i den sydöstra delen av landet, 200 km sydost om huvudstaden Prag. Troskotovice ligger 194 meter över havet och antalet invånare är 598.
Terrängen runt Troskotovice är platt, och sluttar österut. Runt Troskotovice är det ganska glesbefolkat, med 48 invånare per kvadratkilometer. Närmaste större samhälle är Pohořelice, 9,4 km nordost om Troskotovice. Trakten runt Troskotovice består till största delen av jordbruksmark.